# Gerda von Freymann-Knispel

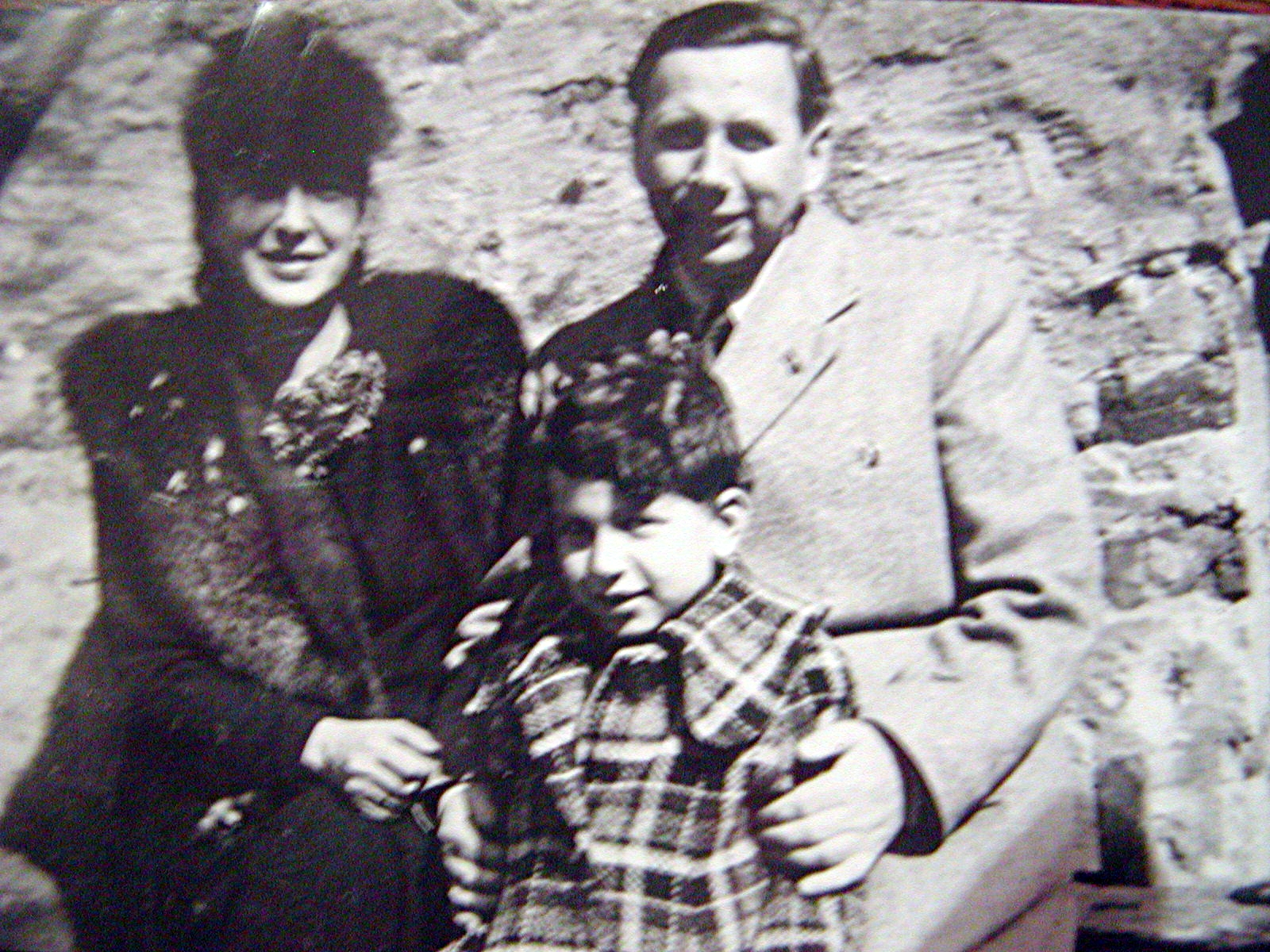
Gerda Freymann mit ihrem Mann Alfred Knispel und Sohn Alexander in Schwiebus, um 1944

Gerda von Freymann-Knispel (* 24. Dezember 1905 im ehemaligen Fellin in Livland, heute Viljandi / Estland; † 29. März 1981 in Neustadt bei Coburg; eigentlich Gertrutha Christina Knispel, geborene von Freymann) war eine deutsche Malerin des 20. Jahrhunderts.

## Leben
Gerda Freymann wurde 1905 im damaligen baltischen Fellin geboren, als Tochter des Georg Sylvester von Freymann (1870–1946), eines Juristen der städtischen Verwaltung, und seiner Gattin Mia Margarethe Körber. Die von Freymanns waren ein livländisches Adelsgeschlecht, deren Ursprung auf den Generaladjutanten und Major in schwedischen Diensten Johann Neumann zurückzuführen ist, der am 20. August 1666 in den schwedischen Adelsstand erhoben wurde, wobei ihm „zum Unterschied von anderen Familien der Name von Freymann“ verliehen wurde.
1918 übersiedelte die Familie in den Folgen des Ersten Weltkrieges nach Neustrelitz in Mecklenburg. Bis 1922 besuchte Gerda Freymann hier das Lyzeum, konfirmiert wurde sie am 14. August 1921 im Pastorat Warbende. Am 24. November 1921 erfolgte die Einbürgerung in Mecklenburg-Strelitz. Im Oktober 1922 wurde sie an der Staatlichen Kunstschule zu Berlin  aufgenommen. Dort lernte sie auch ihren späteren Mann, den Maler Alfred Knispel, kennen. Bis zu ihrem Staatsexamen im Jahr 1925 war sie zudem im Schülerrat tätig. Vom 10. Oktober 1925 bis zum 1. Oktober 1926 war sie als Zeichenlehramtskandidatin an der Victoria-Louise-Schule in Berlin-Wilmersdorf tätig und schloss das Referendariat mit dem Zeugnis über die Befähigung zur endgültigen Anstellung als Zeichenlehrerin an höheren Lehranstalten ab. Am 1. Oktober 1926 begann sie als Zeichenlehrerin am Mariannen-Gymnasium in Berlin.
Die Hochzeit mit Alfred Knispel erfolgte im Jahr 1934. Mit ihm reiste sie malend durch Europa, insbesondere Italien wurde bestimmend für ihre Entwicklung als Künstlerin. Das ihr Werk durchziehende Thema „Zeit und Ewigkeit“ fand gerade hier die besondere Prägung. 1937 wurde ihr Sohn Alexander geboren. Das Künstlerpaar verlegte den Lebensmittelpunkt nach Schwiebus (heute Świebodzin), dem Geburtsort des Mannes. Verbürgt ist für das Jahr 1940 ihre Beteiligung an der Herbstausstellung des Graphischen Kabinetts beim Verein Berliner Künstler. Ansonsten ist aus diesen Jahren wenig über ihr öffentliches Wirken und Ausstellen überliefert.
Im Januar 1945 fiel Alfred Knispel, drei Tage nachdem er zum Volkssturm eingezogen worden war. Gerda Freymann flüchtete mit ihrem Sohn aus Schwiebus und fand eine neue Heimat in Neustadt bei Coburg. Dort wurde sie bald zum geistigen Mittelpunkt eines kleinen Künstlerkreises. 1961 war sie an einer Ausstellung des Kunstverein Coburgs beteiligt.
1967 verunglückte ihr Sohn tödlich; ein Schicksalsschlag, der in ihrem Werk der nächsten Jahre Nachhall fand. Am 29. März 1981 starb Gerda Freymann-Knispel in Neustadt bei Coburg. Nach ihrem Tod wurden ihre Bilder unter Freunden und Familie verteilt, so dass sich der größte Teil in verschiedenem Privatbesitz befindet.

## Werk
Traute Rudolph schrieb in ihrem Nachruf zum Tod von Gerda Freymann-Knispel: „Nur selten findet sich ein abgeschlossenes künstlerisches Werk, das so eindringlich die Höhen und Tiefen eines Schiksals widerspiegelt, wie das dieser Künstlerin, um schließlich als wahrhaft vollendet dazustehen in einer Vergeistigung, die zu spüren ist in zart hingehauchtem Blätterfall des Herbstes wie auch in der Ruhe und Schönheit erschauter und erträumter Architekturen. Dieses für uns so Rätselhafte hinter den sichtbaren Dingen zieht sich wie eine ganz leise Melodie durch ihre reifsten Gemälde; nicht jeder Bewunderer ihrer Kunst ist imstande, sie sogleich zu hören, so leise ist sie.“